# Cladomyza dendromyzoides
Cladomyza dendromyzoides är en tvåhjärtbladig växtart som beskrevs av Hans Ulrich Stauffer. Cladomyza dendromyzoides ingår i släktet Cladomyza och familjen Amphorogynaceae. Inga underarter finns listade i Catalogue of Life.